# Europaspiele 2019/Radsport
Bei den Europaspielen 2019 in Minsk, Belarus, wurden vom 22. bis 30. Juni 2019 insgesamt 24 Wettbewerbe im Radsport ausgetragen (je zwölf für Frauen und Männer). Davon entfielen je zwei auf den Straßenradsport sowie je zehn auf den Bahnradsport.

## Medaillengewinner

### Straße

#### Frauen
| Disziplin        | Gold           | Silber        | Bronze              |
| ---------------- | -------------- | ------------- | ------------------- |
| Straßenrennen    | Lorena Wiebes  | Marianne Vos  | Tazzjana Scharakowa |
| Einzelzeitfahren | Marlen Reusser | Chantal Blaak | Hayley Simmonds     |

#### Männer
| Disziplin        | Gold             | Silber          | Bronze      |
| ---------------- | ---------------- | --------------- | ----------- |
| Straßenrennen    | Davide Ballerini | Alo Jakin       | Daniel Auer |
| Einzelzeitfahren | Wassil Kiryjenka | Nélson Oliveira | Jan Bárta   |

### Bahn

#### Frauen
| Disziplin             | Gold                                                                   | Silber                                                                 | Bronze                                                                         |
| --------------------- | ---------------------------------------------------------------------- | ---------------------------------------------------------------------- | ------------------------------------------------------------------------------ |
| Sprint                | Anastassija Woinowa                                                    | Mathilde Gros                                                          | Darja Schmeljowa                                                               |
| Keirin                | Simona Krupeckaitė                                                     | Shanne Braspennincx                                                    | Darja Schmeljowa                                                               |
| 500 m Zeitfahren      | Darja Schmeljowa                                                       | Olena Starykowa                                                        | Miriam Vece                                                                    |
| Teamsprint            | Russland Darja Schmeljowa Anastassija Woinowa                          | Litauen Simona Krupeckaitė Miglė Marozaitė                             | Niederlande Kyra Lamberink Shanne Braspennincx                                 |
| Einerverfolgung       | Tazzjana Scharakowa                                                    | Marta Cavalli                                                          | Tamara Dronowa                                                                 |
| Mannschaftsverfolgung | Italien Elisa Balsamo Martina Alzini Marta Cavalli Letizia Paternoster | Großbritannien Jessica Roberts Megan Barker Jennifer Holl Josie Knight | Polen Katarzyna Pawłowska Justyna Kaczkowska Karolina Karasiewicz Nikol Płosaj |
| Scratch               | Kirsten Wild                                                           | Martina Fidanza                                                        | Hanna Zerach                                                                   |
| Omnium                | Kirsten Wild                                                           | Jewgenija Augustinas                                                   | Elisa Balsamo                                                                  |
| Madison               | Großbritannien Jessica Roberts Megan Barker                            | Niederlande Kirsten Wild Amber van der Hulst                           | Russland Diana Klimowa Marija Nowolodskaja                                     |
| Punktefahren          | Hanna Solowej                                                          | Verena Eberhardt                                                       | Jarmila Machačová                                                              |

#### Männer
| Disziplin             | Gold                                                                                   | Silber                                                                                  | Bronze                                                          |
| --------------------- | -------------------------------------------------------------------------------------- | --------------------------------------------------------------------------------------- | --------------------------------------------------------------- |
| Sprint                | Jeffrey Hoogland                                                                       | Harrie Lavreysen                                                                        | Denis Dmitrijew                                                 |
| Keirin                | Harrie Lavreysen                                                                       | Rayan Helal                                                                             | Denis Dmitrijew                                                 |
| Zeitfahren            | Tomáš Bábek                                                                            | Francesco Lamon                                                                         | Sam Ligtlee                                                     |
| Teamsprint            | Niederlande Roy van den Berg Harrie Lavreysen Jeffrey Hoogland Nils van ’t Hoenderdaal | Frankreich Grégory Baugé Rayan Helal Quentin Caleyron Quentin Lafargue                  | Großbritannien Jason Kenny Jack Carlin Ryan Owens Joseph Truman |
| Einerverfolgung       | Iwan Smirnow                                                                           | Davide Plebani                                                                          | Claudio Imhof                                                   |
| Mannschaftsverfolgung | Russland Gleb Syriza Nikita Bersenew Lew Gonow Iwan Smirnow                            | Italien Francesco Lamon Carloalberto Giordani Davide Plebani Liam Bertazzo Stefano Moro | Schweiz Théry Schir Robin Froidevaux Lukas Rüegg Claudio Imhof  |
| Scratch               | Christos Volikakis                                                                     | Filip Prokopyszyn                                                                       | Jauhen Karaljok                                                 |
| Omnium                | Jan-Willem van Schip                                                                   | Théry Schir                                                                             | Daniel Staniszewski                                             |
| Madison               | Schweiz Robin Froidevaux Tristan Marguet                                               | Niederlande Jan-Willem van Schip Yoeri Havik                                            | Österreich Andreas Graf Andreas Müller                          |
| Punktefahren          | Christos Volikakis                                                                     | Jan-Willem van Schip                                                                    | Dmitri Muchomedjarow                                            |

## Medaillenspiegel
| Platz | Land           | Gold | Silber | Bronze | Gesamt |
| ----- | -------------- | ---- | ------ | ------ | ------ |
| 01    | Niederlande    | 7    | 7      | 1      | 15     |
| 03    | Russland       | 5    | 1      | 7      | 13     |
| 03    | Italien        | 2    | 5      | 2      | 9      |
| 04    | Schweiz        | 2    | 1      | 2      | 5      |
| 05    | Belarus        | 2    | —      | 3      | 5      |
| 06    | Griechenland   | 2    | —      | —      | 2      |
| 07    | Großbritannien | 1    | 1      | 2      | 4      |
| 08    | Litauen        | 1    | 1      | —      | 2      |
| 08    | Ukraine        | 1    | 1      | —      | 2      |
| 10    | Tschechien     | 1    | —      | 2      | 3      |
| 11    | Frankreich     | —    | 3      | —      | 3      |
| 12    | Polen          | —    | 1      | 3      | 4      |
| 13    | Österreich     | —    | 1      | 2      | 3      |
| 14    | Estland        | —    | 1      | —      | 1      |
| 14    | Portugal       | —    | 1      | —      | 1      |